# لنا الحق
لنا الحق هو حملة سياسية أطلقت لحماية الحريات الشخصية في البحرين من قبل جمعية المنتدى المدعومة من قبل المثقفين والليبراليين في 22 نوفمبر 2005.
الهدف من حملة لنا الحق هو مواجهة تهديد الحريات المدنية التي تفرضها الجمعيات الدينية المتطرفة التي تسيطر على الفضاء السياسي التي فتحها إصلاحات واسعة النطاق من الملك حمد بن عيسى بن سلمان آل خليفة منذ عام 1999. استخدمت الجمعيات الإسلامية السنية والشيعية الحرية الجديدة للحد من الحقوق الفردية من خلال السعي لتمرير تشريعات لإجبار الفصل بين الجنسين في جامعة البحرين وحظر استهلاك الكحول وتطبيق الشريعة الإسلامية.
وفقا للمتحدث الرسمي باسم جمعية المنتدى فإن حملة لنا الحق أطلقت لشجب التهديدات للمجتمع المدني وحرية الفرد عن طريق موجات التطرف والتعصب والتعصب والإرهاب الفكري. قال عادل فخرو رئيس مجلس إدارة جمعية المنتدى في الاجتماع الأول: «ما نخشاه هو أن المواطن البحريني من شأنه أن يفقد حقه في العيش بسلام في مجتمع متسامح فيه كل فرد يحترم الآخر».
يصرح الليبراليون البحرينيون أن مبدأ احترام الحريات الشخصية هو ضمان الاستقرار الاجتماعي وبيئة الأعمال المواتية وفرص العمل وكذلك الحماية من التعصب.
انتقدت النخب الليبرالية فشل حملة لنا الحق في كسب تأييد الجمعيات اليسارية مثل جمعية العمل الوطني الديمقراطي وجمعية التجمع القومي الديمقراطي. كلا الجمعيتان تدعمان أهداف الحملة ولكنهم شعروا بأن جمعية المنتدى مقربة جدا من الحكومة. اقترح المعارضين للحملة أن يهتموا أساسا في حق استهلاك الكحول والسعي إلى تصوير الأمر على أنه غير إسلامي ووصفها بأنها «لنا الحق... لشرب الكحول».